# Ryszard Minkiewicz
Ryszard Jerzy Minkiewicz (ur. 20 listopada 1959 w Gdańsku) – polski śpiewak operowy, prorektor (2012–2020), rektor (od 2020) Akademii Muzycznej im. Stanisława Moniuszki w Gdańsku.

## Życiorys
Absolwent Państwowej Szkoły Muzycznej II st. im. Fryderyka Chopina w Gdańsku-Wrzeszczu w klasie akordeonu Józefa Madanowskiego (1981) oraz Wydziału Kompozycji i Teorii Muzyki Akademii Muzycznej w Gdańsku (1988). W 1989 ukończył z wyróżnieniem drugi kierunek studiów otrzymując dyplom Wydziału Wokalno-Aktorskiego tej samej uczelni. Śpiew solowy studiował w klasie prof. Piotra Kusiewicza.
21 lutego 2005 uzyskał tytuł profesora sztuk muzycznych, który odebrał 22 marca tego samego roku z rąk Prezydenta RP Aleksandra Kwaśniewskiego.

## Działalność artystyczna
Współpracuje z wieloma teatrami operowymi i muzycznymi m.in. Teatrem Wielkim Operą Narodową w Warszawie, Teatrem Wielkim w Poznaniu, Operą Krakowską, Warszawską Operą Kameralną, Operą Bałtycką w Gdańsku, Operą „Nova” w Bydgoszczy. Ma w swoim repertuarze role w dziełach m.in. G. Rossiniego (Almaviva – „Cyrulik Sewilski”, Don Ramiro – „La Cenerentola”), W.A. Mozarta (Don Ottavio – „Don Giovanni”), G. Donizettiego (Ernesto – „Don Pasquale”), S. Moniuszki (Damazy – „Straszny Dwór”), P. Czajkowskiego (Lański – „Eugeniusz Oniegin”), G. Verdiego (Casio – „Otello”, Alfred „La Traviata”), K. Szymanowskiego (Pasterz – „Król Roger”), J. Straussa (Eisenstein – „Zemsta Nietoperza”), a nawet L. Bernsteina (Tony – „West Side Story”).
Jest artystą często goszczącym na różnorodnych festiwalach muzycznych, zarówno w kraju, jak i za granicą (festiwale muzyczne w Tallinnie, Moskwie, Paryżu „Gaude Mater”, Częstochowa „Wratislavia Cantans”, Warszawska Jesień, Praska Wiosna, BBS Proms, Salzburgerfestspiele, Festival de Musica de Canarias – Las Palmas i inne). Koncertował w takich renomowanych salach jak: Royal Albert Hall – Londyn, Théâtre des Champs-Elysées – Paryż, Felsenreitschule – Salzburg, Konzerthaus Wien, Filharmonia Berlińska, Théâtre Musical de Paris – Châtelet, Festival Hall – Osaka, NHK Hall – Tokyo, Teatr „Bolszoj” – Moskwa. Stale współpracuje z niemal wszystkimi polskimi filharmoniami i orkiestrami symfonicznymi. Śpiewał z takimi zespołami jak: Orkiestra Filharmonii Narodowej – Warszawa, Narodowa Orkiestra Symfoniczna Polskiego Radia – Katowice, Orchestr National de France – Paryż, CBSO Orchestra – Birmingham, Rundfung-Sinfonie-Orchester Berlin, Orchestre Philharmonique de Strasbourg, Filharmonia w Bratysławie, prowadzonymi przez m.in. sir Y. Menuhina, sir S. Rattle, Ch. Dutoit, M. Janowskiego, A. Wita, K. Korda, J. Kaspszyka, K. Stryję, St. Stuligrosza.
Zaproszony został przez angielską firmę płytową EMI do nagrania partii Pasterza w operze K. Szymanowskiego „Król Roger”. Odbył się także cykl koncertów na największych festiwalach muzycznych w Europie promujących to nagranie. Ma na swoim koncie wiele nagrań dokonanych dla potrzeb Polskiego Radia, bądź jako rejestracje płytowe CD. Wziął on udział w monograficznym nagraniu wszystkich dzieł orkiestrowych K. Szymanowskiego, wykonując cykle pieśni tego kompozytora. Został zaproszony przez Brytyjską Telewizję BBC do udziału w realizacji filmu poświęconego życiu i twórczości K. Szymanowskiego. Brał udział w koncertach transmitowanych na żywo w ramach Europejskiej Unii Radiowej. Znany jest w kręgach muzycznych zarówno w Polsce, jak i zagranicą jako artysta specjalizujący się w wykonywaniu muzyki K. Szymanowskiego i innych twórców XX w między innymi: I. Strawińskiego, J. Tavenera, B. Brittena, K. Pendereckiego.

## Pełnione funkcje w Akademii Muzycznej w Gdańsku
- Rektor (kadencje 2020[5][6][7]–2024 oraz 2024–2028)
- Prorektor (2012–2020)
- Dziekan Wydziału Wokalno–Aktorskiego (2008–2012)
- Prodziekan Wydziału Wokalno-Aktorskiego (1996–2002)

## Członkostwo i funkcje poza uczelnią
- Członek Pomorskiej Rady Kultury II kadencji (od 2021[8][9])

## Odznaczenia
- Złoty Krzyż Zasługi (22 maja 2019)[1]
- Srebrny Krzyż Zasługi[10]
- Brązowy Medal „Zasłużony Kulturze Gloria Artis” (17 czerwca 2016)[11]

## Nagrody i wyróżnienia
- III nagroda na XXXVIII Międzynarodowym Konkursie Wokalnym w Tuluzie (1992)[12]
- Nagroda Gdańskiego Towarzystwa Przyjaciół Sztuki za osiągnięcia solowe na XXXVIII Międzynarodowym Konkursie Śpiewaczym w Tuluzie (1993)[13]
- Nagroda Prezydenta Miasta Gdańska w Dziedzinie Kultury z okazji jubileuszu 25-lecia pracy artystycznej, a w szczególności za działalność pedagogiczną, za przekazywanie tajników techniki śpiewu (2012)[14]
- Nagroda Teatralna Miasta Gdańska za rok 2016 w kategorii „rola męska” za kreację Jedidji Pottera w operze Krzysztofa Pendereckiego „Czarna Maska” w reżyserii Marka Weissa na scenie Opery Bałtyckiej (2017)[15]
- Nagroda Prezydenta Miasta Gdańska w Dziedzinie Kultury z okazji jubileuszu 30-lecia pracy artystycznej (2019)[14]